# أحمد أباد (سردسير)
أحمد أباد (بالفارسية: احمدآباد) هي قرية تقع في إيران في قسم سردسیر الريفي. يقدر عدد سكانها بـ 66 نسمة .